# Volgodonsk
Volgodonsk (en ruso: Волгодо́нск) es una localidad rusa del óblast de Rostov situada en el este de la región y sobre el curso bajo del río Don, al oeste del embalse de Tsimliansk. Según el censo del 2010 su población fue de 170 600 habs.

## Historia

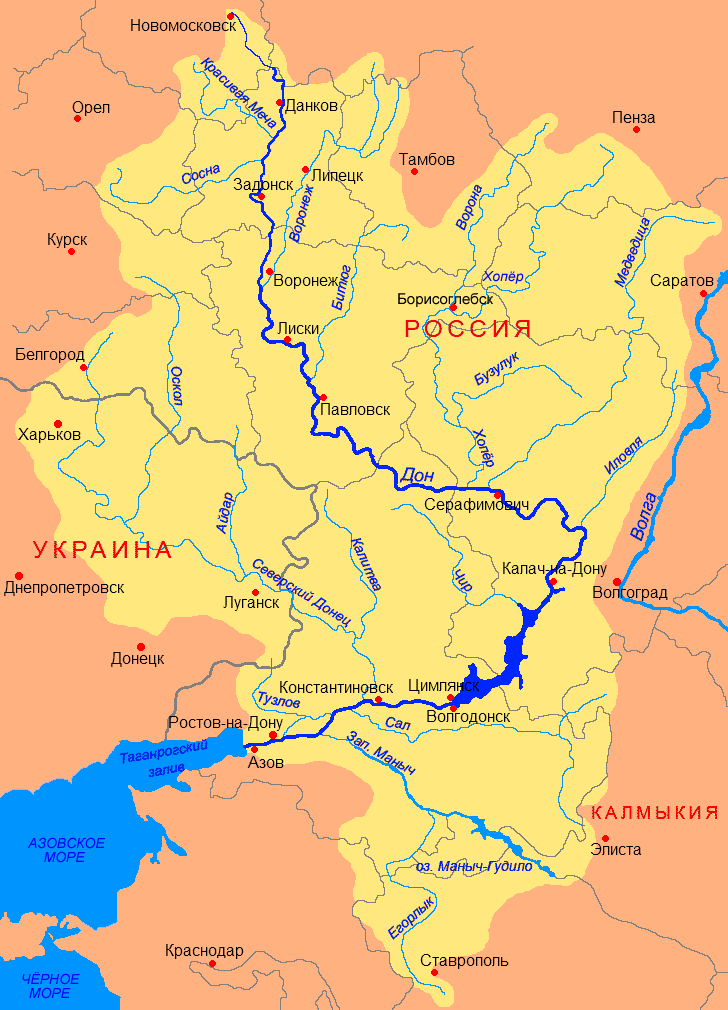
Mapa en ruso del río Don en el que aparece Volgodonsk (Волгодо́нск) sobre la orilla izquierda en su curso bajo, luego del embalse de Tsimliansk

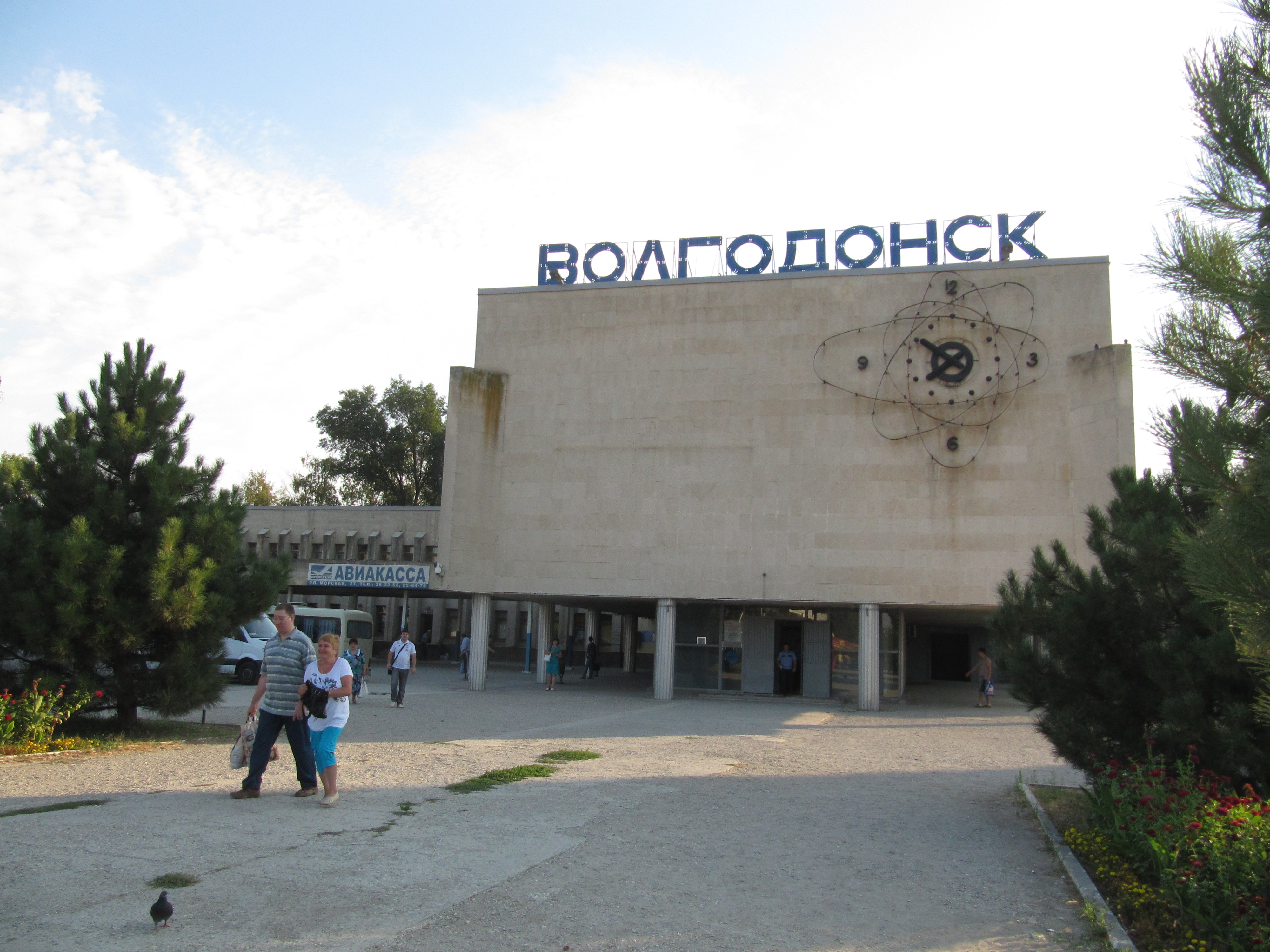
Edificio de Volgodonsk

Volgodonsk fue fundada el 27 de julio de 1950 como un pequeño asentamiento para el personal de mantenimiento de la compañía hidroeléctrica de Tsimlyansk. Tras la construcción del canal Volga-Don, la demografía fue en aumento hasta que en 1956 alcanzó el estatus de ciudad.

## Cultura
La localidad es uno de los principales centros culturales de Rostov. Hay seis escuelas, dos museos, diecisiete centros culturales y tres monumentos de importancia regional.